# Österreichischer Filmpreis 2018

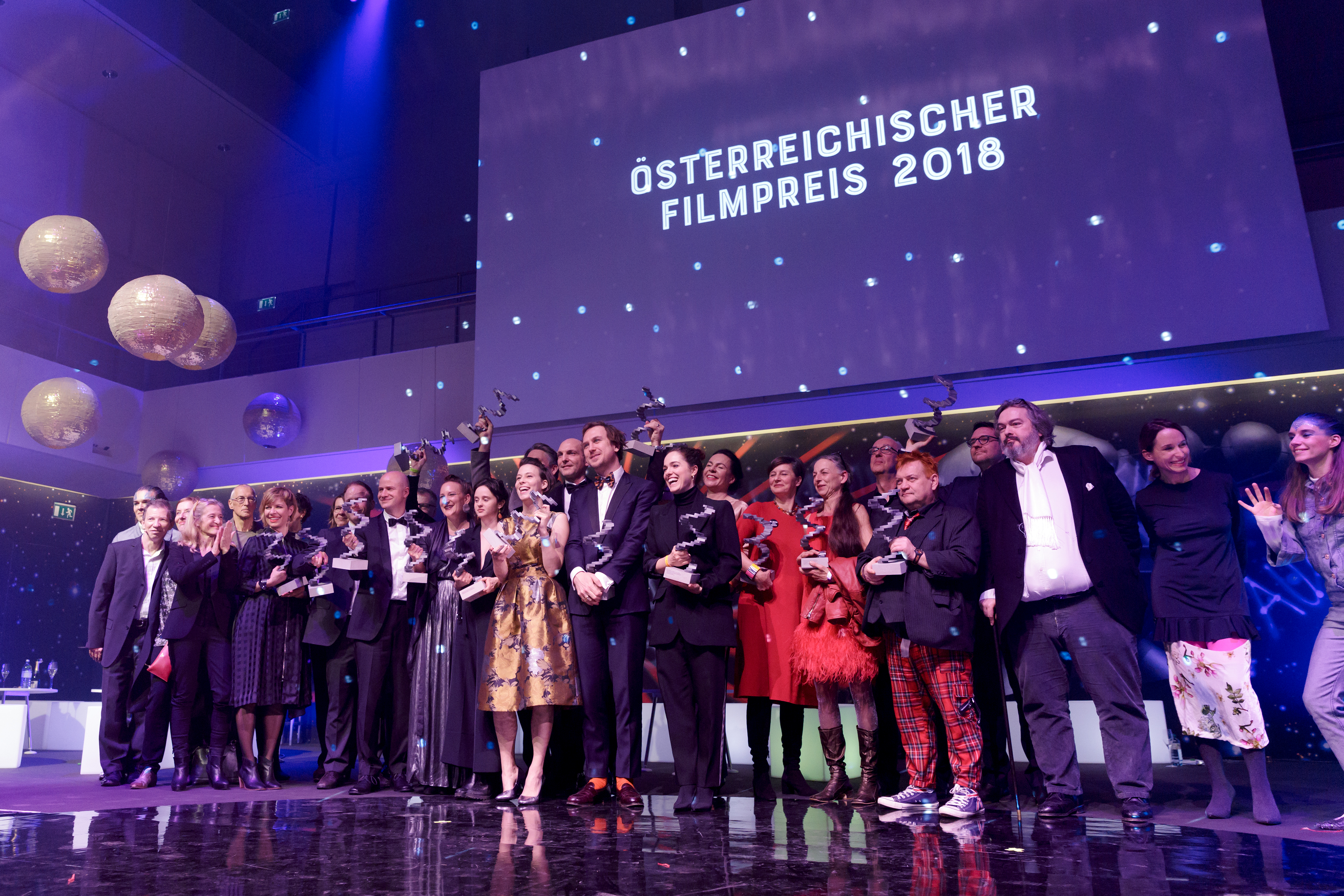
Preisträger des Österreichischen Filmpreises 2018

Die Verleihung der Österreichischen Filmpreise 2018 durch die Akademie des Österreichischen Films fand am 31. Jänner 2018 im Auditorium des Schlosses Grafenegg in Niederösterreich statt. Die Nominierungen wurde am 6. Dezember 2017 bekanntgegeben. Die meisten, in insgesamt vierzehn Kategorien, erhielt Licht von Barbara Albert, gefolgt von Die beste aller Welten von Adrian Goiginger mit neun Nominierungen. Sieben Nominierungen erhielt  Die Hölle – Inferno von Stefan Ruzowitzky, der Dokumentarfilm Untitled von Michael Glawogger und Monika Willi erhielt fünf, Die Migrantigen von Arman T. Riahi vier, Die Blumen von gestern von Chris Kraus drei und Wilde Maus zwei Nominierungen.
Am 24. Jänner 2018 fand der Abend der Nominierten, moderiert von Hilde Dalik und Mirjam Unger, statt. Die Preisverleihung wurde von Dalik und Christoph Grissemann in der Regie Ungers moderiert. Die diesjährige Gastrede hielt die Schriftstellerin Doris Knecht. Lukas Miko verlas einen von 248 Filmschaffenden unterzeichneten „Aufruf Österreichischer Filmschaffender gegen Verhetzung und Entsolidarisierung“.

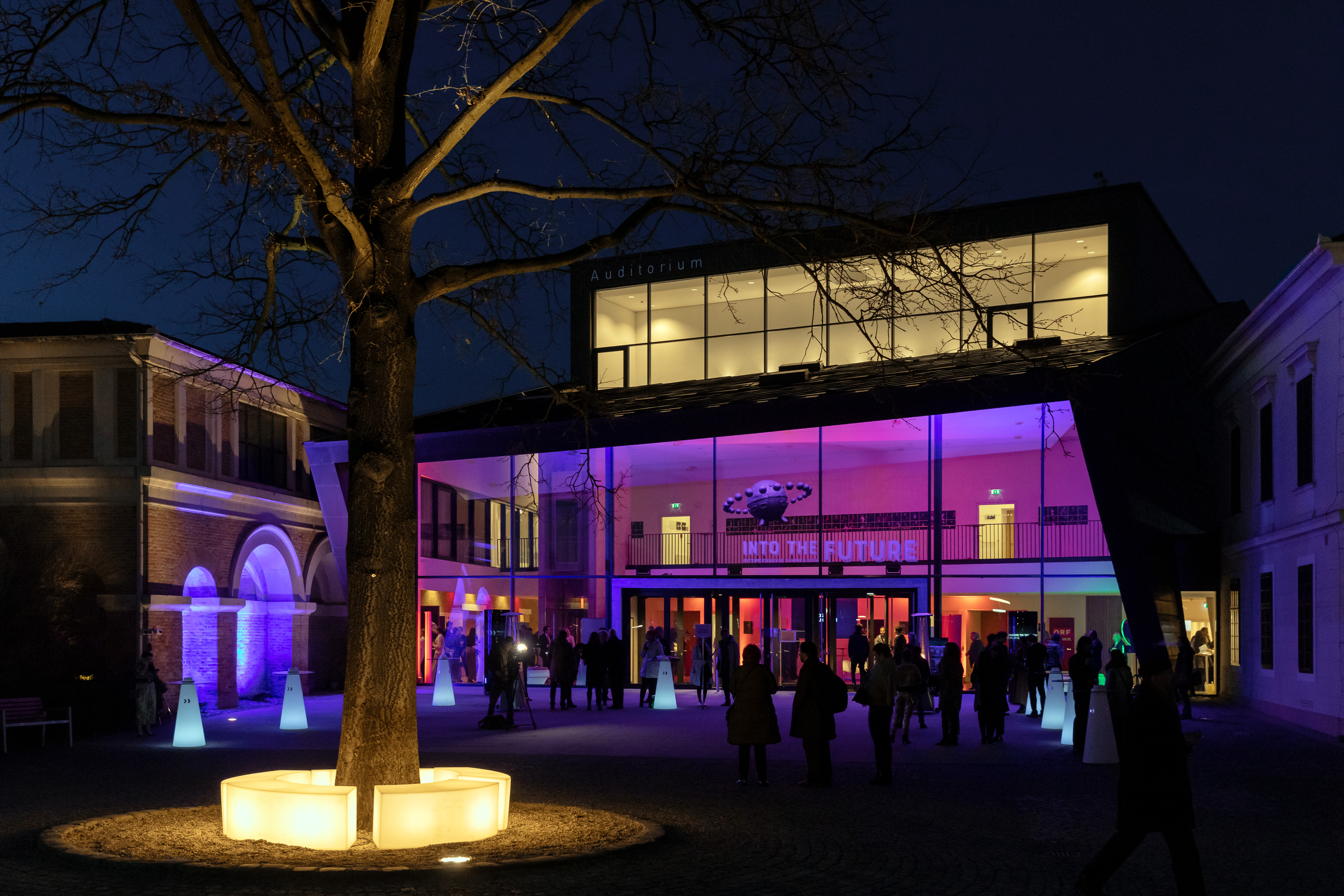
Auditorium des Schlosses Grafenegg an Abend der Preisverleihung

| Film                   | Nominierungen | Auszeichnungen |
| ---------------------- | ------------- | -------------- |
| Licht                  | 14            | 5              |
| Die beste aller Welten | 9             | 5              |
| Die Hölle – Inferno    | 7             | 0              |
| Untitled               | 5             | 4              |
| Die Migrantigen        | 4             | 0              |
| Die Blumen von gestern | 3             | 1              |
| Wilde Maus             | 2             | 0              |
| MindGamers             | 2             | 0              |

## Eingereichte Filme
Filme konnten von 3. Juli bis 1. September 2017 zum Auswahlverfahren angemeldet werden, Teilnahmekriterien der Spiel- und Dokumentarfilme waren ein Kinostart im Zeitraum Oktober 2016 bis November 2017 und der Nachweis einer erheblichen österreichischen kulturellen Prägung. Kurzfilme qualifizierten sich auf Grund von Auszeichnungen und Festivalerfolgen des vergangenen Jahres. Aus den Einreichungen wählten die ordentlichen Mitglieder der Akademie des Österreichischen Films die Nominierungen für Filme und Einzelleistungen in 16 Preiskategorien, die Nominierungen wurde am 6. Dezember 2017 bekanntgegeben. Insgesamt wurden 39 österreichische Langfilme, davon 20 Spiel- und 19 Dokumentarfilme, sowie 18 Kurzfilme eingereicht.

### Spielfilme
1. Anna Fucking Molnar
2. Angriff der Lederhosenzombies
3. Baumschlager
4. Die beste aller Welten
5. Die Blumen von gestern
6. Geschwister
7. Die Hölle – Inferno
8. Home Is Here
9. Licht
10. Liebe möglicherweise
11. Die Liebhaberin
12. Lina
13. Die Migrantigen
14. MindGamers
15. Mister Universo
16. Siebzehn
17. Teheran Tabu
18. Tiere
19. Wilde Maus
20. Wir töten Stella

### Dokumentarfilme
1. Auf Ediths Spuren – Regie Peter Stephan Jungk
2. Bauer unser – Regie Robert Schabus
3. Chuzpe – Regie Peter Ily Huemer
4. Cinema Futures – Regie Michael Palm
5. Desert Kids – Regie Michael Pfeifenberger
6. Die dritte Option – Regie Thomas Fürhapter
7. Ein deutsches Leben – Regie Christian Krönes, Olaf S. Müller, Roland Schrotthofer, Florian Weigensamer, Christian Kermer
8. Free Lunch Society – Regie Christian Tod
9. Die Geträumten – Regie Ruth Beckermann
10. Guardians of the Earth – Regie Filip Antoni Malinowski
11. Homo Sapiens – Regie Nikolaus Geyrhalter
12. Paradies! Paradies! – Regie Kurdwin Ayub
13. Seeing Voices – Regie Dariusz Kowalski
14. Sie nannten ihn Spencer – Regie Karl-Martin Pold
15. #Single – Regie Andrea Eder
16. Sühnhaus – Regie Maya Mckechneay
17. Tiere und andere Menschen – Regie Flavio Marchetti
18. Untitled – Regie Michael Glawogger, Monika Willi
19. Die Zukunft ist besser als ihr Ruf – Regie Teresa Distelberger, Niko Mayr, Gabi Schweiger, Nicole Scherg

### Kurzfilme
1. All The Tired Horses – Sebastian Mayr
2. Bulletproof – Florian Kindlinger, Peter Kutin
3. Desert Bloom – Peter Kutin, Florian Kindlinger
4. Fishing Is Not Done On Tuesdays – Lukas Marxt
5. Fuddy Duddy – Siegfried A. Fruhauf
6. In Erster Linie – Veronika Schubert
7. Keep That Dream Burning – Rainer Kohlberger
8. Die Last Der Erinnerung – Albert Meisl
9. Mappamundi – Bady Minck
10. Mathias – Clara Stern
11. Nelly – Chris Raiber
12. Pferdebusen – Katrina Daschner
13. Rhapsodariddim – Jessica Hausner, Markus Binder
14. Sekundenschlaf – Lena Lemerhofer
15. Spielfeld – Kristina Schranz
16. Stabat Mater – Josef Dabernig
17. Die Überstellung – Michael Grudsky
18. Wannabe – Jannis Lenz

## Preisträger und Nominierte

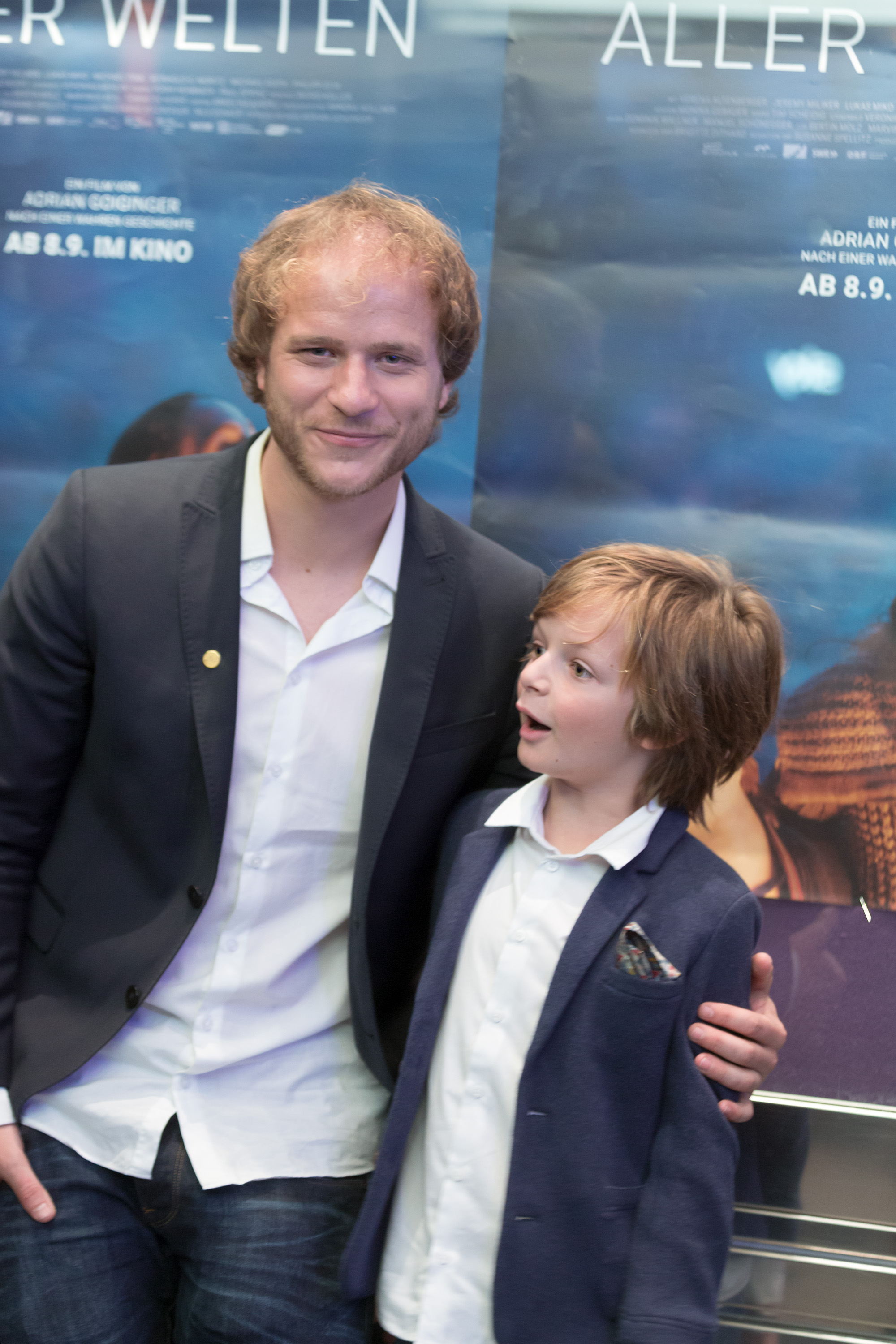
Regisseur Adrian Goiginger und Hauptdarsteller Jeremy Miliker bei der Wien-Premiere von Die beste aller Welten 2017

### Bester Spielfilm
- Die beste aller Welten – Produktion Wolfgang Ritzberger und Nils Dünker, Regie Adrian Goiginger
  - Licht – Produktion Michael Kitzberger, Wolfgang Widerhofer, Martina Haubrich, Nikolaus Geyrhalter und Markus Glaser, Regie Barbara Albert
  - Die Migrantigen – Produktion Arash T. Riahi und Karin C. Berger, Regie Arman T. Riahi
  - Siebzehn – Produktion Ulrich Gehmacher, Regie Monja Art

### Bester Dokumentarfilm
- Untitled – Produktion Tommy Pridnig und Peter Wirthensohn, Regie Michael Glawogger und Monika Willi
  - Bauer unser – Produktion Helmut Grasser, Regie Robert Schabus
  - Die Geträumten – Produktion und Regie Ruth Beckermann

### Bester Kurzfilm
- Mathias von Clara Stern
  - Die Last der Erinnerung von Albert Meisl
  - Nelly von Chris Raiber
  - Die Überstellung von Michael Grudsky

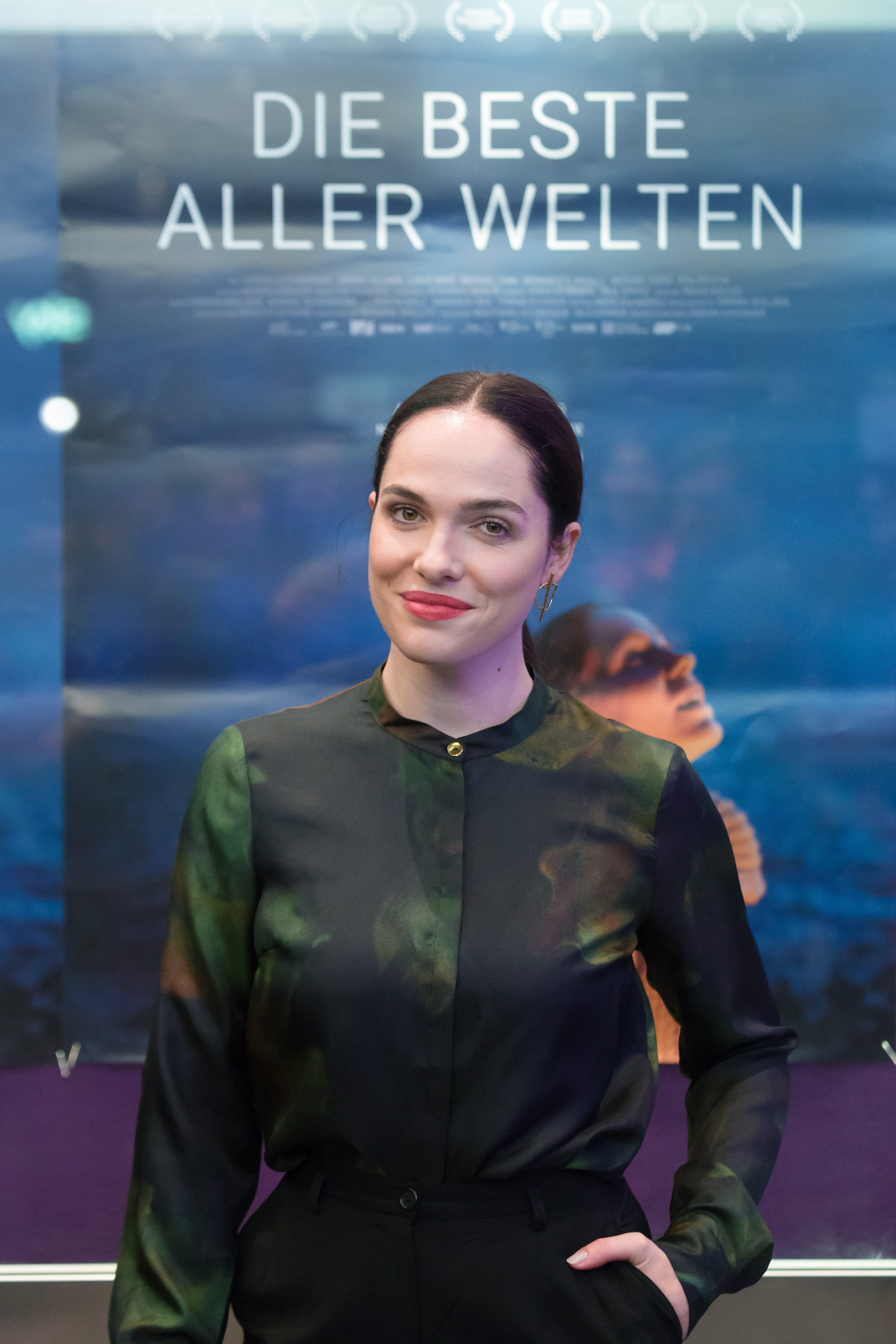
Verena Altenberger bei der Wien-Premiere von Die beste aller Welten 2017

### Beste weibliche Darstellerin
- Verena Altenberger für Die beste aller Welten
  - Maria Dragus für Licht
  - Adèle Haenel für Die Blumen von gestern
  - Violetta Schurawlow für Die Hölle – Inferno

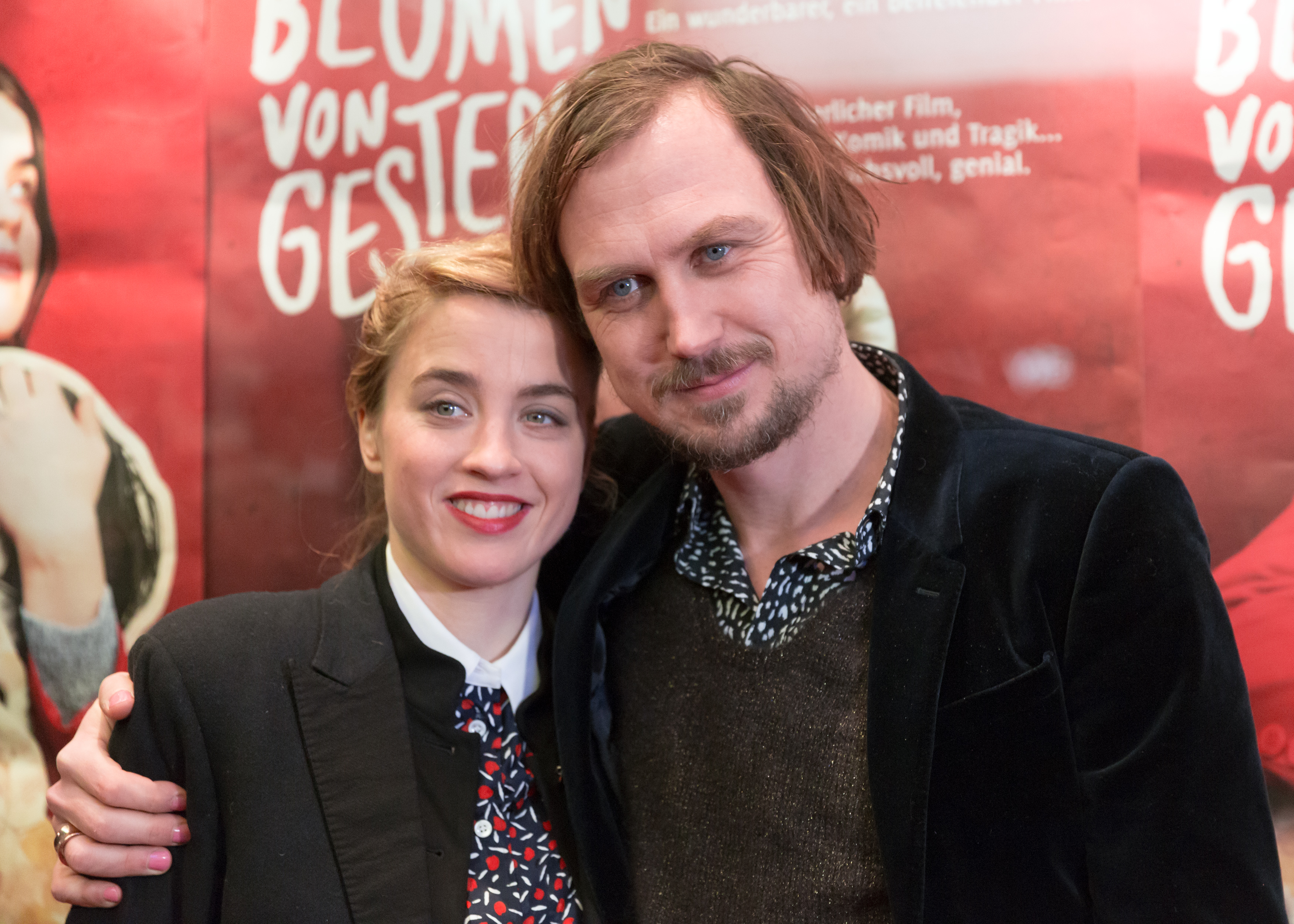
Lars Eidinger mit Adèle Haenel bei der Österreichpremiere von Die Blumen von gestern 2017

### Bester männlicher Darsteller
- Lars Eidinger für Die Blumen von gestern
  - Josef Hader für Wilde Maus
  - Tobias Moretti für Die Hölle – Inferno
  - Devid Striesow für Licht

### Beste weibliche Nebenrolle
- Maresi Riegner für Licht
  - Gerti Drassl für Liebe möglicherweise
  - Maddalena Hirschal für Die Migrantigen
  - Katja Kolm für Licht

### Beste männliche Nebenrolle
- Lukas Miko für Die beste aller Welten
  - Georg Friedrich für Wilde Maus
  - Michael Pink für Die beste aller Welten
  - Friedrich von Thun für Die Hölle – Inferno

### Beste Regie
- Adrian Goiginger für Die beste aller Welten
  - Barbara Albert für Licht
  - Stefan Ruzowitzky für Die Hölle – Inferno

### Bestes Drehbuch
- Adrian Goiginger für Die beste aller Welten
  - Kathrin Resetarits für Licht
  - Arman T. Riahi, Aleksandar Petrović und Faris Rahoma für Die Migrantigen

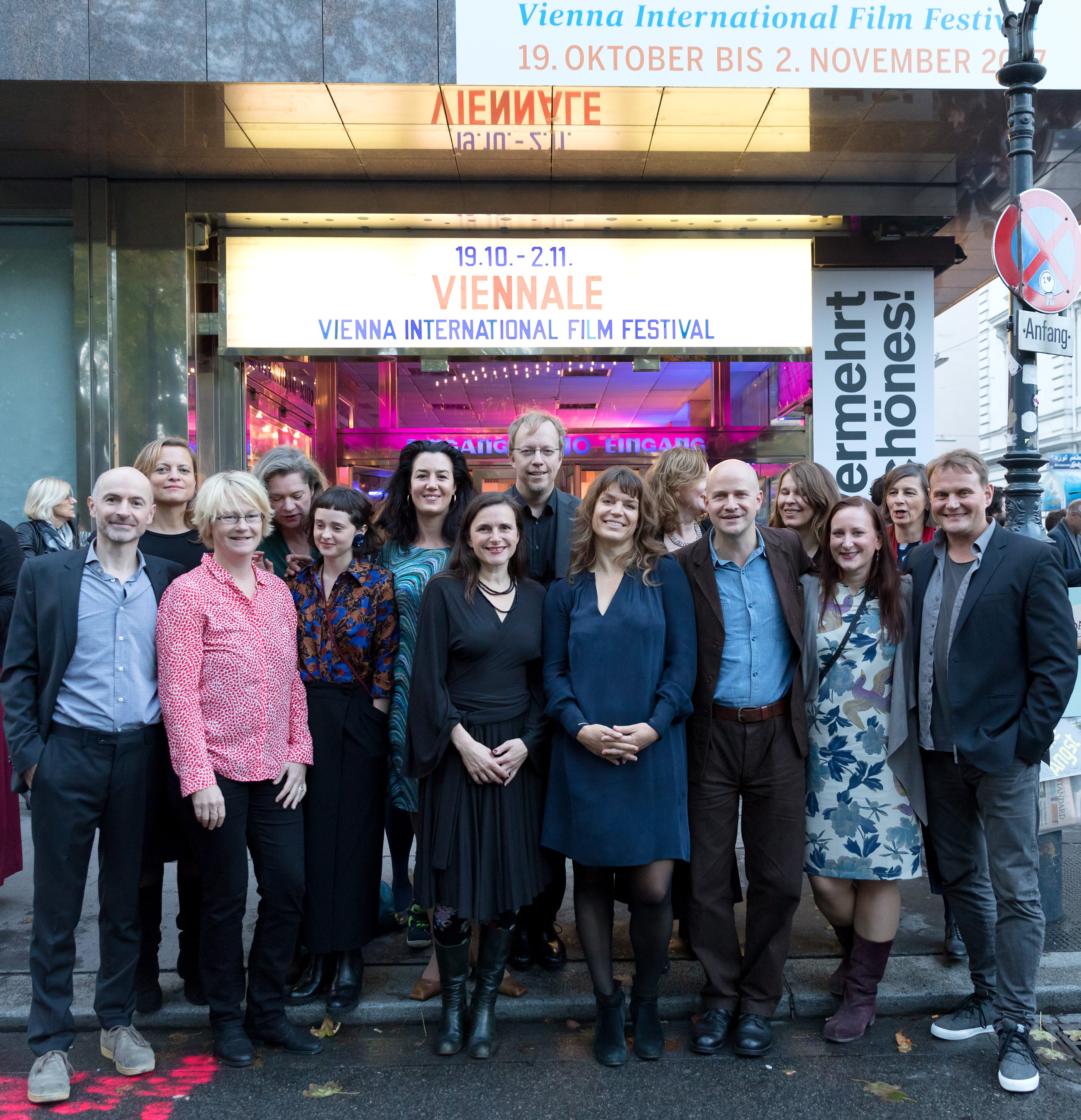
Barbara Albert (Mitte) und ein Teil des Filmteams von Licht bei der Viennale 2017

### Beste Kamera
- Christine A. Maier für Licht
  - Attila Boa für Untitled
  - Benedict Neuenfels für Die Hölle – Inferno

### Bestes Kostümbild
- Veronika Albert für Licht
  - Cinzia Cioffi für Angriff der Lederhosenzombies
  - Monika Gebauer für Die beste aller Welten
  - Gioia Raspé für Die Blumen von gestern

### Beste Maske
- Helene Lang für Licht
  - Jens Bertram und Nannie Gebhardt-Seele für Die Hölle – Inferno
  - Tim Scheidig für Die beste aller Welten

### Beste Musik
- Wolfgang Mitterer für Untitled
  - Lorenz Dangel für Licht
  - Ben Fowler für MindGamers

### Bester Schnitt
- Monika Willi für Untitled
  - Ingrid Koller für Die beste aller Welten
  - Niki Mossböck für Licht
  - Karina Ressler für Tiere

### Bestes Szenenbild
- Katharina Wöppermann für Licht
  - Enid Löser für Wir töten Stella
  - Isidor Wimmer für Die Hölle – Inferno

### Beste Tongestaltung
- Originalton: Manuel Siebert, Sounddesign: Matz Müller, Erik Mischijew, Mischung: Tobias Fleig für Untitled
  - Originalton: Marius Emil Stanescu, Sounddesign: Bernd Dormayer, Mischung: Marco Zinz, Alexander Koller, Michael Plöderl für MindGamers
  - Originalton: Atanas Tcholakov, Sounddesign: Nils Kirchhoff, Mischung: Bernhard Maisch, Manuel Meichsner für Die Migrantigen
  - Originalton: Dietmar Zuson, Sounddesign: Christian Conrad, Mischung: Alexander Koller für Licht